# Кироская, Росана
Росана Кироская (макед. Росана Кироска; род. 22 января 1991, Крушево, Крушево) — македонская лыжница, участница Олимпийских игр в Ванкувере.

## Карьера
В Кубке мира Кироская никогда не выступала. Имеет на своем счету ряд стартов в рамках Балканского Кубка, лучший её результат в этих гонках два 2-х места в гонках на 5 км свободным стилем. В сезоне 2010/11 была 4-й в общем итоговом зачёте Балканского Кубка.
На Олимпиаде-2010 в Ванкувере была 76-й в гонке на 10 км свободным стилем.
За свою карьеру принимала участие в двух чемпионатах мира, лучший результат — 76-е место в спринте на чемпионате мира 2011 года.